# Ranunculus paludosus
Ranunculus paludosus es una especie de plantas de la familia de las ranunculáceas.

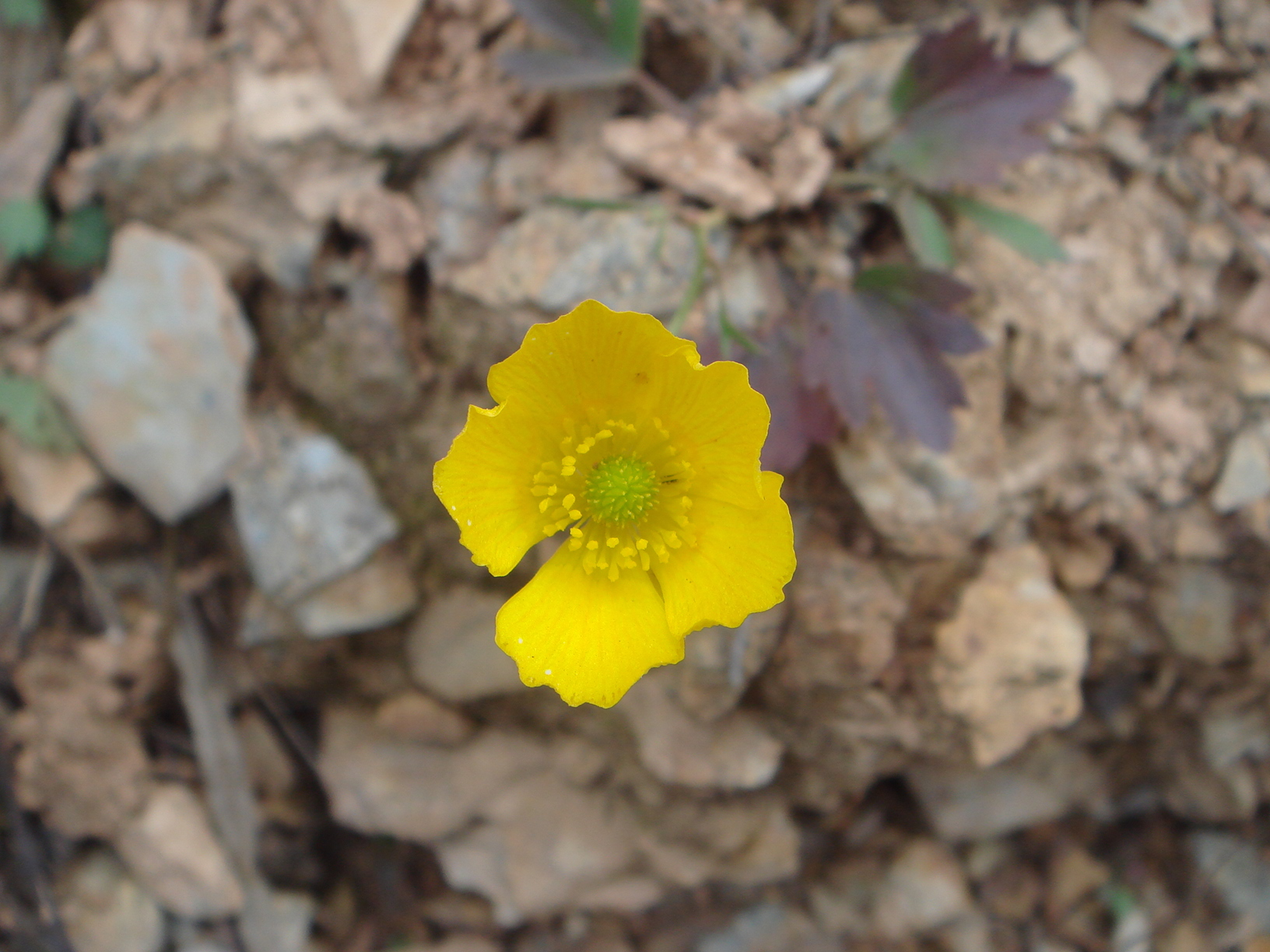
Detalle de la flor

## Descripción
Es una planta perenne (Hemicriptófito), y llega hasta 50 cm de altura con una roseta de hojas basales. La planta e claramente pelosa y las hojas basales son poco divididas, las superiores son lobadas. Tiene flores grandes hasta 35 mm de diámetro de color amarillo. Las semillas son aquenios que están comprimidos y aquillados y con el pico recto. 

## Hábitat
Habita en pastizales en suelos frescos. En terrenos estacionalmente inundados dentro de maquias, terrenos arbolados abiertos y lugares herbosos y pedregosos. Florece entre febrero y abril.

## Distribución
El Ranunculus paludosus está distribuido por todo el Mediterráneo e Oriente Medio. En España aparece por lo menos en las provincias de Baleares, Barcelona, Gerona, Madrid y Murcia.

## Taxonomía
Ranunculus paludosus fue descrita por Jean Louis Marie Poiret y publicado en Voy. Barbarie 2: 184 1789.
Citología
Número de cromosomas de Ranunculus paludosus (Fam. Ranunculaceae) y táxones infraespecíficos: 2n=16, 32
Etimología
Ver: Ranunculus
paludosus: epíteto latino que significa "pantanoso".
Sinonimia
- Ranunculus flabellatus Desf.
- Ranunculus heldreichanus Jord.
- Ranunculus winkleri Freyn[5]

## Nombres comunes
- Castellano: berros bordes, botón de oro.[6]